# Makkai Ernő
Makkai Ernő (Kolozsvár, 1916. augusztus 14. – 1945) romániai magyar filozófiatörténész.

## Életútja, munkássága
Szülővárosa Református kollégiumában érettségizett 1933-ban, a Ferenc József Tudományegyetemen szerzett magyar irodalom és filozófia szakos tanári diplomát 1942-ben. Pályáját az egyetemen gyakornokként kezdte 1942 és 1944 között. Első szaktanulmányát Comenius sárospataki tanítványáról, Pósaházi Jánosról az Acta Philosophica 3. számában közölte 1942-ben; a Szellem és Élet munkatársaként Fogarasi Pap József (1744-1784) marosvásárhelyi bölcsész életének és munkásságának ismertetésével jelentkezett (1944/1-3). Szerkesztésében és bevezetésével jelent meg Sípos Pál (1759-1816) matematikus és filozófus tordosi református lelkész hat filozófiai tanulmánya: Természet és szabadság (Erdélyi Féniks, Kv. 1944/1).
Mint polgári személyt hurcolták el az oroszok 1944 őszén Kolozsvárról; fogságban halt meg.